# John Scalzi
John Scalzi (Fairfield, 10 maggio 1969) è uno scrittore e blogger statunitense conosciuto soprattutto per i suoi romanzi di fantascienza.
Le sue opere di narrativa maggiormente note appartengono alla serie di Old Man's War, per la quale ha ricevuto due candidature al premio Hugo per il miglior romanzo, che in seguito ha vinto nel 2013 per Uomini in rosso (Redshirts, 2012). Ha vinto il premio John W. Campbell 2006 come miglior nuovo scrittore.

## Biografia
Scalzi è nato in California e ha vissuto la sua giovinezza nei sobborghi di Los Angeles, tra i quali Covina, Glendora e Claremont. Dopo le scuole superiori ha frequentato la University of Chicago dove si è diplomato nel 1991.
Negli anni successivi ha lavorato in qualità di giornalista per vari giornali e siti internet. Dal 1998 lavora come freelance. È sposato e ha una figlia, nata nel 1998.

## Opere

### Romanzi

#### Old Man's War
- Morire per vivere (Old Man's War, 2005), Gargoyle, 2012. ISBN 978-88-89541-90-6
  - Questions for a Soldier, Subterranean Press chapbook, 2005. ISBN 1-59606-048-4
- Le brigate fantasma (The Ghost Brigades, 2006), Gargoyle, 2013. ISBN 978-88-89541-96-8
  - The Sagan Diary, Subterranean Press, 2008. ISBN 978-1-59606-103-3
- L'ultima colonia (The Last Colony, 2007), Gargoyle, 2014. ISBN 978-88-98172-44-3
  - After the Coup (eBook), Tor.com e Book, 2008. ASIN B003V4B4PM
- Zoe's Tale, Tor Books, 2008. ISBN 0-7653-1698-6
- The Human Division, Tor Books, 2013. ISBN 978-0-7653-3351-3
  - Hafte Sorvalh Eats a Churro and Speaks to the Youth of Today, Tor Books, 2013
- The End of All Things, Tor Books, 2015. ISBN 978-0-7653-7607-7

#### The Interdependency
- Il collasso dell'Impero (The Collapsing Empire, 2017), Fanucci Editore, 2017. (Premio Locus 2018)
- Lo stallo dell'impero (The Consuming Fire, 2018), Fanucci Editore, 2019
- L'ultima imperatrice (The Last Emperox, 2020), Fanucci Editore, 2021

#### The Android's Dream
- The Android's Dream, Tor Books, 2006. ISBN 0-765-30941-6
  - Judge Sn Goes Golfing, Subterranean Press Chapbook, 2009

#### UniversoLock in
- Chiusi dentro (Lock in, 2014), Urania 1632, Arnoldo Mondadori Editore, 2016. ISSN 1120-5288 (WC · ACNP)
- Su la testa (Head on, 2018), Urania 1673, Arnoldo Mondadori Editore, 2019.

#### Opere autonome
- Agent to the Stars, Subterranean Press, 2005. ISBN 1-59606-020-4.
- The God Engines, Subterranean Press, 2009. ISBN 978-1-59606-299-3.
- The President's Brain is Missing (racconto lungo), Tor Books, 2011.
- Uomini in rosso (Redshirts, 2012), Urania 1610, Arnoldo Mondadori Editore, 2014. ISBN 978-8-85205-378-8 (Premio Hugo 2013, Premio Locus 2013)
- Il tesoro di Zarathustra (Fuzzy Nation, Tor Books, 2011. ISBN 0-7653-2854-2)  Urania 1695, Arnoldo Mondadori Editore, 2021.
- The Kaiju  Preservation Society. Gli ultimi di una razza (The Kaiju  Preservation Society, Tor Books, 2022), Fanucci Editore, 2023. (Premio Locus 2023)
- L'eredità di Charlie (Starter Villain, Tor Books, 2023. ISBN 978-0-7653-8922-0), Fanucci Editore, 2024.

### Opere non di fiction
- The Rough Guide to Money Online, Rough Guides Books, 2000
- The Rough Guide to the Universe, Rough Guide Books, 2003. ISBN 1-85828-939-4
- The Book of the Dumb, Portable Press, 2003. ISBN 1-59223-149-7
- The Book of the Dumb 2, Portable Press, 2004. ISBN 1-59223-269-8
- The Rough Guide to Sci-Fi Movies, Rough Guide Books, 2005. ISBN 1-84353-520-3
- You're Not Fooling Anyone When You Take Your Laptop to a Coffee Shop: Scalzi on Writing, Subterranean Press, 2007. ISBN 1596060638
- Your Hate Mail Will Be Graded: Selected Writing, 1998 - 2008, Subterranean Press, 2008